# Serbskie Gestapo
Serbskie Gestapo (pełna nazwa serb.-chorw. 1. Beogradski Specijalni Borben odred, potocznie Srpski Gestapo) – złożona z Serbów kolaboracyjna jednostka hitlerowskiego Gestapo podczas II wojny światowej.

## Dzieje jednostki
Serbskie Gestapo powstało 1 kwietnia 1942 w Belgradzie jako 1 Belgradzki Specjalny Oddział Bojowy. Na jego czele stał Strahinja Janjić, były oficer Serbskiego Korpusu Ochotniczego, skazany na śmierć za zgwałcenie nauczycielki szkolnej i ułaskawiony przez Niemców. Jego zastępcą był Svetozar Nećak. Zadaniem jednostki było zwalczanie NOVJ (partyzantki Josipa Broz Tity) na terytorium tzw. Serbii Nedicia, czyli Serbii rządzonej przez marionetkowy rząd generała Milana Nedicia. Stacjonowała ona w budynku szkoły podstawowej w Belgradzie.
Ochotnicy pochodzili z szeregów serbskiej żandarmerii, Serbskiego Korpusu Ochotniczego, różnych nacjonalistycznych i antykomunistycznych organizacji, czy spośród lokalnych sympatyków nazizmu. Wielu miało za sobą kryminalną przeszłość. Musieli oni uzyskać akceptację belgradzkiej centrali Gestapo. Każdy członek jednostki otrzymywał fałszywe nazwisko, pod którym był zapisywany przez Niemców. Przez kilka pierwszych miesięcy przechodzono intensywne szkolenie w używaniu broni piechoty, zbieraniu informacji wywiadowczych, technikach policyjnych i nauce języka niemieckiego oraz uczestniczono w zajęciach ideologiczno-politycznych. Odbywało się to w koszarach wojskowych. Rekruci nosili wówczas mundury Wehrmachtu, zaś na mieście poruszali się po cywilnemu lub w uniformach Sicherheitsdienstu. 
Pod koniec 1942 roku jednostka osiągnęła stan liczebny 147 policjantów. Ze względu na problemy z częścią osób pod koniec kwietnia 1943 roku 22 Serbów, w tym Janjić, zostało wysłanych do Berlina, gdzie zostali podzieleni na 3-osobowe grupy i przydzieleni do różnych niemieckich jednostek. Nowym dowódcą został Nećak. Podczas swoich działań Serbowie występowali indywidualnie, w małych grupach lub po kilkanaście osób. Służyli jako agenci-prowokatorzy w celu infiltrowania, a następnie zwalczania konspiracyjnych struktur ruchu oporu, zbierania informacji o ruchach oddziałów partyzanckich itp. Jako członkowie niemieckich sił zbrojnych uczestniczyli także w operacjach antypartyzanckich, podczas których przeszukiwali domy i mieszkania, chwytali i zabijali partyzantów. Niektórzy rozbijali od wewnątrz struktury partii komunistycznej. 
Serbskie Gestapo rozwiązano 29 lutego 1944 roku. Było to częściowo związane z tym, że jego członkowie coraz częściej stosowali zabójstwa, gwałty i przemoc na ludności cywilnej, a nawet żołnierzach Serbskiego Korpusu Ochotniczego. Już wcześniej o zlikwidowanie jednostki występowali do niemieckich władz okupacyjnych gen. Nedić i Dimitrije Ljotić. Niemcy używali następnie serbskich agentów indywidualnie.